# Ян Бржезина
Ян Бржезина (чеськ. Jan Březina; 1914-1938) — чеський авіатор. Наймолодший і єдиний іноземний учасник експедиції Папаніна на Північний полюс. У 1938 році несправедливо засуджений і страчений Сталінським режимом.

## Біографія
Ян Бржезина народився в Коліні 5 січня 1914 року. Його батько, Вацлав Бржезина, вивчився на авіамеханіка поблизу Праги. Вацлав Бржезина був шанувальником Радянського Союзу, тому при першій можливості переїхав з родиною до Радянського Союзу на початку 1930-х років. Він працював наладчиком на різних заводах. Вацлав ніколи не отримав радянського громадянства, і коли прииїхав до Чехословаччини в 1938 році у відпустку, йому не дозволили повернутися до СРСР.
Ян Бржезина закінчив авіаційне училище у Ленінграді. Він літав з агітаційною групою у найвіддаленіші райони Росії. У 1934 році він брав участь в експедиції в пустелю Каракуми. Ян Бржезина належав до еліти радянських льотчиків, так званих «сталінських соколів».
Ян Бржезина одружився у віці 21 року з російською актрисою, але шлюб незабаром розпався. Другий шлюб з чешкою Джозефою Себастовою тривав до самої смерті в 1938 році.
Улітку 1936 року запланована авіаційна експедиція до Північного полюсу. Організація експедиції була доручена академіку Отто Шмідту, який обрав Яна Бржезіну, наймолодшого члена експедиції та єдиного іноземця у віці 23 років, до групи з 45 пілотів. Місія експедиції полягала в досягненні Північного полюсу, доставленні туди чотирьох полярників, які повинні були залишатися на станції майже рік і проводити наукові дослідження.
Експедиція почалася в Москві 22 березня 1937 року. Ян Бржезина спочатку повинен був летіти авіамеханіком на полюс і стати першим чехом, що досяг Північного полюсу. Але з невідомих причин його пересадили на інший літак, який патрулював місцевість навколо острова Рудольфа. Зрештою, експедиція дійсно завоювала Північний полюс і здобула славу не тільки в Радянському Союзі, а й у всьому світі. Учасники експедиції були відзначені, в тому числі Ян Бржезина, який отримав орден Трудового Червоного Прапора і винагороду у 5000 рублів .
Вранці 8 березня 1938 року він був заарештований у своїй московській квартирі. Після десяти днів катувань він підписав зізнання у тому, що з 1935 року він шпигував на користь Чехословаччини. Того ж року, 29 липня, він був засуджений за шпигунство до страти. Його розстріляли 16 серпня 1938 року під Москвою.
Його дружина негайно виїхала з Радянського Союзу. Мати і сестра залишилися в Радянському Союзі до 1948 року, коли вони повернулися до Чехословаччини. 30 травня 1978 року рішенням Верховного Суду СРСР Ян Бржезина визнаний невинним і реабілітований.